# Gunvalkyrie
Gunvalkyrie (яп. ガンヴァルキリー Ганварукири:) — компьютерная игра в жанре шутер от третьего лица. Разработана подразделением Sega Smilebit эксклюзивно для консоли Xbox. Первоначально игру планировалось выпустить на Dreamcast, где должен быть использован световой пистолет, однако данная версия была отменена из-за окончания поддержки консоли.
Сюжет был написан в жанрах альтернативная история и научная фантастика. Действие игры происходит в 1906 году, когда Британская империя, достигнув своего могущества на Земле, хочет колонизировать комету Галлея.
Gunvalkyrie была в основном положительно оценена критиками.

## Игровой процесс

Келли атакует инопланетное существо.

Gunvalkyrie значительно отличается от большинства шутеров от третьего лица благодаря уникальной двойной схемы управления. Игрок путешествует по различным мирам, расследуя исчезновение нескольких колоний и сражаясь с гигантскими насекомыми, мутировавшими в страшных существ.
Игроки управляют Келли или Сабуроутой с аналогового геймпада. Левый аналоговый стик отвечает за управление персонажем, а правый стик позволяет нацеливать оружие и при нажатии выполнить быстрый разворот. Нажимая на левый стик, персонаж может ускориться в заданном направлении. Левый триггер отвечает за скорость и прыжок, а в сочетании с левым аналоговым стиком можно сделать комбо, чтобы оторваться от земли, что является необходимым на некоторых уровнях. Кнопки в правой части контроллера используются для выбора оружия, а правый триггер нужен для стрельбы.
Всего в игре десять уровней, история разворачивается с помощью текста или внутриигрового видео. В начале практически каждого уровня, за исключением битв с боссами, игрок может выбрать Келли или Сабуроуту. Основное оружие у Келли скорострельное, но слабое, а сама она отличается быстротой и манёвренностью. Оружие Сабуроуты — более мощный самопальный пистолет, но сам персонаж медленный и имеет более ограниченную манёвренность в воздухе. В Gunvalkyrie есть два уровня сложности. Келли проходит на нормальном уровне сложности, а игра за Сабуроуту сопровождается высоким уровнем сложности. На уровнях Келли может вести стрельбу по нескольким целям одновременно, в то время как Сабуроута наводит прицел на конкретные цели, но при этом может поражать группу врагов. В связи с этим, геймплей за Келли требует меньше внимания на оружие, в то время как Сабуроута требует более точного прицеливания.
Художественный стиль игры похож на поджанр фантастики стимпанк, однако дизайнеры игры предпочитают называть его «электрон-панк», описывая его как дальнейшее продолжение стиля с элементами электроэнергии. Этапы игры делятся на закрытые механические уровни, с большим количеством декоративных изделий из металлов, и открытые уровни, где действие происходит в открытом космосе.

## Сюжет
К 1906 году Британская империя достигла своего могущества, однако государство не готово останавливаться, так как оно собирается колонизировать комету Галлея.
В XIX веке учёный по имени доктор Хеббель (англ. Dr. Hebbel) открывает широкий спектр научных открытий, в том числе синтез и ядерную энергетику, генную инженерию, компьютеры, космические путешествия и т. д. С помощью этих технологий Британская империя быстро завоевывает земли. Хеббеля многие люди стали называть богом Земли, и даже смог свергнуть королеву Викторию и решил сам стать королём. Он проводит важные реформы, в результате чего человечество устанавливает современные социальные стандарты образа жизни. Однако он исчезает незадолго до начала игры.
Элитная военная сила «Команда Дельфинов» (англ. Team Dolphin) была создана в 1887 году для защиты колоний в мире. Двое играбельных персонажей Келли О’Ленмей (англ. Kelly O'Lenmey), дочь доктора Хеббеля, родившаяся в Баллимуне, Ирландия, и Сабуроута Мисима (англ. Saburouta Mishima), внук одного из самураев-повстанцев, которые помогали британцам в завоевании Японии. История разворачивается на планете Тир на Ног, где игроку придётся встретиться с тысячами инопланетных существ, которые напоминают гигантских насекомых.

## Саундтрек
Музыка была написана композиторами из лейбла Wave Master Тацуюки Маэдой и Тэрухико Накагавой. Музыка была написана в жанре техно. 2 апреля 2002 года лейблом Tokyopop Soundtrax был выпущен альбом GunValkyrie Official Soundtrack (яп. ガンヴァルキリーオフィシャルサウンドトラック Ганвуарукири: Офисяру Саундоторакку). В альбом входят 24 трека из игры.
| №                   | Название                                    | Музыка              | Длительность |
| ------------------- | ------------------------------------------- | ------------------- | ------------ |
| 1.                  | «Halley’s Comet»                            | Тацуюки Маэда       | 3:21         |
| 2.                  | «Cosmic blast rising»                       | Тэрухико Накагава   | 1:40         |
| 3.                  | «Power, glory and tragedy»                  | Тацуюки Маэда       | 3:49         |
| 4.                  | «<inner voices> - A beginning -»            | Тацуюки Маэда       | 0:38         |
| 5.                  | «Valkyrie’s launch»                         | Тацуюки Маэда       | 1:53         |
| 6.                  | «In the flat field»                         | Тэрухико Накагава   | 2:06         |
| 7.                  | «<inner voices> - A nightmare -»            | Тэрухико Накагава   | 0:13         |
| 8.                  | «Search and destroy»                        | Тэрухико Накагава   | 2:39         |
| 9.                  | «Meat biscuits»                             | Тэрухико Накагава   | 1:52         |
| 10.                 | «Sleep well, tonight»                       | Тэрухико Накагава   | 1:31         |
| 11.                 | «Killing bedroom»                           | Тэрухико Накагава   | 2:54         |
| 12.                 | «<inner voices> - A soliloquy part 1 -»     | Тэрухико Накагава   | 1:09         |
| 13.                 | «Banquet, before, hereafter»                | Тацуюки Маэда       | 2:30         |
| 14.                 | «Valkyrie's launch II»                      | Тацуюки Маэда       | 2:53         |
| 15.                 | «<inner voices> - A soliloquy part 2 -»     | Тэрухико Накагава   | 0:44         |
| 16.                 | «Plug in monster»                           | Тэрухико Накагава   | 1:51         |
| 17.                 | «<inner voices> - A metamorphosis -»        | Тэрухико Накагава   | 0:23         |
| 18.                 | «The bloom»                                 | Тацуюки Маэда       | 2:05         |
| 19.                 | «The pandemonium»                           | Тацуюки Маэда       | 2:31         |
| 20.                 | «<inner voices> - Trick or treat -»         | Тацуюки Маэда       | 2:51         |
| 21.                 | «Megalomania»                               | Тэрухико Накагава   | 4:38         |
| 22.                 | «Valkyrie’s Barefoot - Ending -»            | Тэрухико Накагава   | 4:41         |
| 23.                 | «Killing bedroom (Expanded Guitar Version)» | Тэрухико Накагава   | 4:53         |
| 24.                 | «Bridge (Intermission)»                     | Тэрухико Накагава   | 0:39         |
| Общая длительность: | Общая длительность:                         | Общая длительность: | 54:24        |

## Оценки и мнения
| Сводный рейтинг       | Сводный рейтинг |
| Агрегатор             | Оценка          |
| --------------------- | --------------- |
| GameRankings          | 73,61 %         |
| Metacritic            | 73/100          |
| MobyRank              | 76 %            |
| Иноязычные издания    |                 |
| Издание               | Оценка          |
| 1UP.com               | 6,0/10          |
| AllGame               | [ 3 ]           |
| CVG                   | 8/10            |
| EGM                   | 6,17/10         |
| Eurogamer             | 4/10            |
| Famitsu               | 32/40           |
| Game Informer         | 5,2/10          |
| GamePro               | 2/5             |
| GameRevolution        | B-              |
| GameSpot              | 6,2/10          |
| GameSpy               | 86/100          |
| IGN                   | 9,0/10          |
| OXM                   | 8,2/10          |
| TeamXbox              | 7,7/10          |
| VideoGamer            | 7/10            |
| XboxAddict            | 60 %            |
| Русскоязычные издания |                 |
| Издание               | Оценка          |
| «Страна игр»          | 7,0/10          |

Игра была в основном положительно оценена критиками. Журнал Famitsu оценил игру в 32 балла из 40 возможных. Российский журнал «Страна игр» поставил оценку в 7 баллов. Скотт Алан Марриотт из Allgame сравнил Gunvalkyrie с другой серией от компании Nintendo — Metroid, так как в обеих играх преобладает футуризм, героиня носит латы и т. д. Критик похвалил игру за стиль аниме, боссов и интересную систему управления. Насчёт последнего критик заявил, что у игроков сначала будут возникать трудности в управлении. Дизайн уровней был назван «пустынным», простым и в них «нет ничего интересного». Обозреватель посчитал, что музыкальное сопровождение и озвучивание не выделяются в качестве достоинства, однако высоко оценил звук приближающихся врагов. Кроме дизайна и музыки, сайт среди недостатков привёл отсутствие оружия, гаджетов и персонажей, которых нужно спасать, сравнивая Gunvalkyrie с похожими играми Jet Force Gemini и Body Harvest, которые «предлагают больше в отношении истории и ролевых элементов, чтобы помочь разбить монотонность взрывания жуков и прыжков по платформам».
IGN оценил игру в 9 баллов из 10 возможных. Сайт заявил, что игроки будут изнашивать кнопки и стики геймпада Xbox. Игра привлекла критика Арона Боулдинга за научную фантастику и «супер привлекательный геймплей». Систему управления критик назвал основным барьером между теми, кому нравится и не нравится игра, однако высоко оценил инновационную систему. Графику и стиль игры сайт оценил высоко, хваля за непохожесть на другие игры в жанре шутер и сравнивая её с сериями «Звёздный путь», Metroid и «Роботех». Об анимации и текстурах персонажей Боулдинг отозвался также положительно, вспоминая некоторые моменты с инопланетянами, блики и освещение на уровнях. В музыкальном сопровождении критик отметил, что в некоторых моментах мелодии заставляют отвлечься игрока от врагов. Из недостатков сайт назвал высокую сложность Gunvalkyrie, отмечая, что из-за этого владельцы консоли не будут покупать игру.
Патрик Кольски из TeamXbox среди плюсов игры отметил историю, графику и быстроту игрового процесса. Однако он заявил, что Gunvalkyrie не привносит никакой революции в компьютерных играх, в отличие от другого проекта компании Smilebit Jet Set Radio. Кроме того обозреватель обратил внимание на графику, так как она является сильной стороной всех игр Smilebit. Критик заявил, что для молодых игроков управление покажется трудным. Графика и анимация была оценена сайтом средне, сравнивая её с Jet Set Radio и Panzer Dragoon, так как в этих играх больше всего преобладает художественный стиль. Кольски также положительно отозвался о дизайне персонажей. В своём итоге он назвал Gunvalkyrie значительным шагом вперёд в шутерах.
Однако некоторые сайты поставили менее положительные оценки игре. 1UP.com поставил ранг C+, заявив, что игра проходится за пару часов, а недостатки в виде управления, дизайна и т. д. заставят отказаться игроков от покупки Gunvalkyrie. Низкую оценку также поставил сайт Eurogamer, критикуя управление, слабый дизайн уровней и визуальные эффекты. Он также посоветовал игрокам держаться от игры подальше. GameSpot назвал Gunvalkyrie почти хорошей игрой, которая могла быть намного лучше, если было бы лучшее управление и захватывающие миссии. С похожими советами выступил и сайт XboxAddict, который также разочаровался игрой.